# Sopu torony
Az Sopu torony (máltaiul:   Torri ta' Sopu  ), további nevei Isopu torony, San Blas torony, vagy Új torony kis partvédelmi őrtorony, amely San Blas és Daħlet Qorrot szikláin áll Nadurban, Gozón. Az Sopu torony Málta legutolsó lovagkori erődítése, amely a 61. nagymester parancsára  épült 1667-ben. A tornyot restaurálták, jó állapotban van, az év minden második vasárnapján látogatható.

## Története
A Sopu tornyot a máltai lovagrend építtette 1667-ben Nicolas Cotoner nagymester magisztrátusa alatt. Külsőre hasonlít a Xlendi- és Dwejra toronyhoz. Négyzet alaprajzú, lapostetős, vastag falai enyhén befelé dőlnek, de a belseje egyetlen magas dongaboltozatos helyiségből áll, amelybe bordás íveken nyugvó közbenső padlót építettek. Felvonóhíddal védett bejárathoz lépcsősor vezet, a belső szinteket csigalépcső köti össze. 
A bejárat fölötti falrészt négy faragott pajzs díszíti, amelyeken a rend, a Gozoi Università, valamint Cotoner nagymester és Gozo kormányzójának címerei láthatóak.
A torony nem rendelkezett állandó helyőrséggel, fegyverzete 1792-ben négy 6 fontos vaságyú volt. A Sopu torony az egyetlen a partvédelmi erődítések között, amely ténylegesen megpróbált ellenállni az 1798-as francia inváziónak és ágyúival a közeledő ellenséges flottára lőtt.
A 21. század elejére a Sopu torony leromlott állapotban volt: falai megrongálódtak, a belső tér nagy része már összeomlott. A tornyot Din l-Art Ħelwa örökségvédő szervezet és Nadur helyi tanácsa restaurálta 2003 és 2006 között. Az eredeti boltívek közül csak egy maradt fenn, így ezt használták mintaként a tető újjáépítéséhez. A felújított tornyot 2006. augusztus 20-án nyitották meg újra, és a környéket különleges természetvédelmi területté jelölték ki. Maga a torony korlátozottan (minden második vasárnap) látogatható, bár tervezik, hogy egy tanösvény részeként látogatóközponttá alakítsák át.

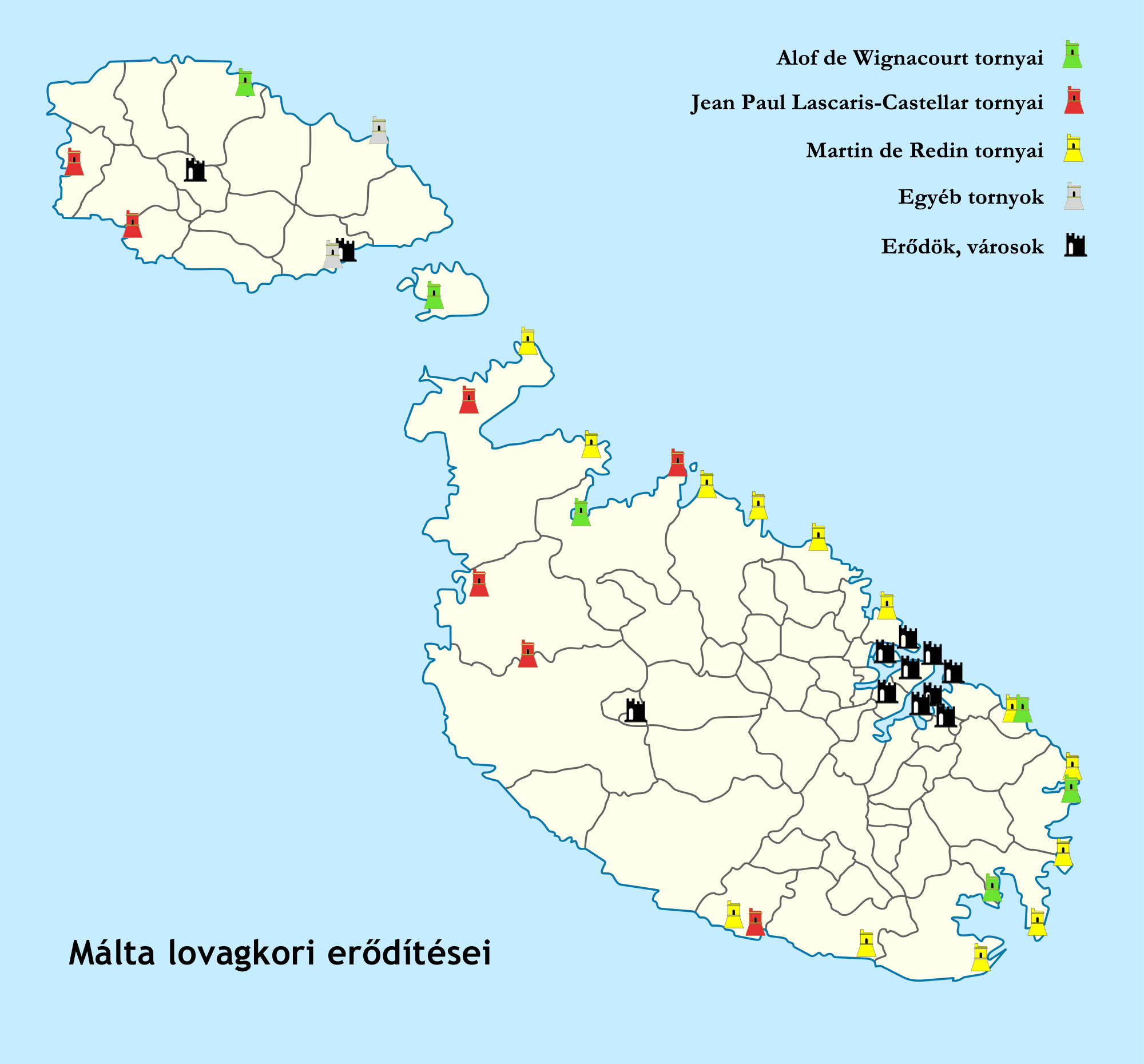
Málta 1530–1798 között épült partvédelmi rendszere
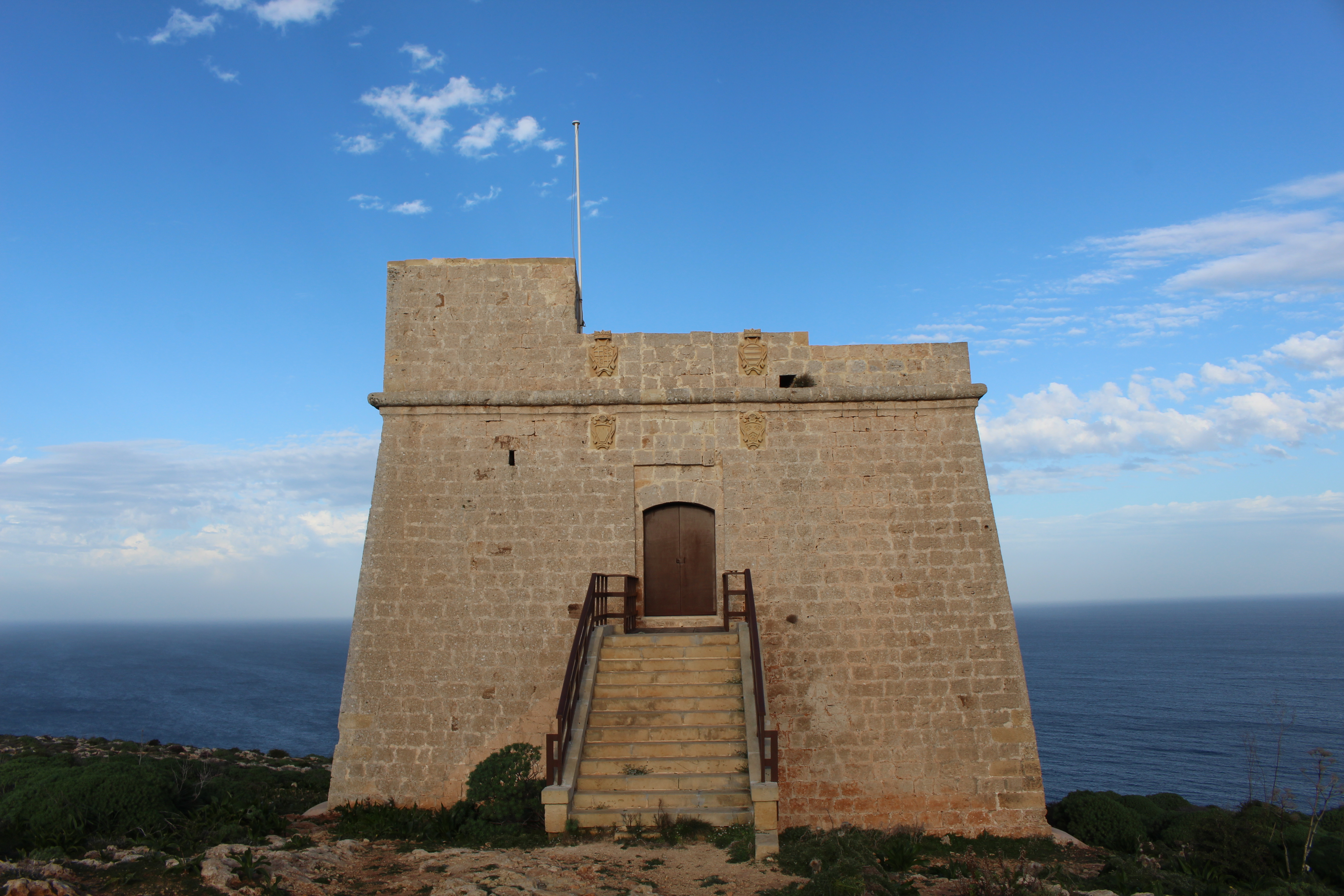
A Sopu torony bejárata fölött jól látható a négy címer

## Fordítás
Ez a szócikk részben vagy egészben  a    Sopu Tower  című angol Wikipédia-szócikk ezen változatának fordításán alapul.  Az eredeti cikk szerkesztőit annak laptörténete sorolja fel. Ez a jelzés csupán a megfogalmazás eredetét és a szerzői jogokat jelzi, nem szolgál a cikkben szereplő információk forrásmegjelöléseként.

## Külső hivatkozások
- A máltai szigetek kulturális javainak nemzeti jegyzéke